# Tunel Guadarrama
Tunel Guadarrama – tunel kolejowy poprzez Sierra de Guadarrama, na linii szybkiej kolei Madryt – Valladolid, najdłuższy tunel kolejowy w Hiszpanii, położony ok. 45 km na północ od Madrytu. Zbudowany przez hiszpańskiego państwowego operatora kolejowego, Administrador de Infraestructuras Ferroviarias (Adif); budowę rozpoczęto w 2002 roku, a tunel otworzono w 2007 roku.
Tunel składa się z dwóch linii o długości 28,4 km i średnicy 8,5 m, położonych 30 m od siebie i połączonych przejściami co 250 m. Wlot od strony Madrytu położony jest na wysokości 998 m, od strony Segowii – 1114 m, ale trasa tunelu osiąga 1200 m w najwyższym punkcie. Szybkie pociągi przejeżdżają tunel z prędkością 310 km/h, co pozwala skrócić podróż z Madrytu do Segowii do 22 minut, a do Valladolid do 55 minut.